# Renée Passeur
Renée Griotteray dite Renée Passeur - ou Renée Steve-Passeur - est une actrice et chanteuse française, née le 21 octobre 1905 à Paris 14e et morte le 16 janvier 1975 à Paris 13e.

## Biographie
Fille de Suzanne Bierry, vendeuse en modes demeurant 46 rue de Londres, Renée naît le 21 octobre 1905 123 boulevard de Port-Royal, à l'hôpital Cochin, dans le 14e arrondissement de Paris. Elle est reconnue par sa mère, Suzanne Bierry, le 19 décembre 1905 à la mairie du Paris 8e et par son père Paul Louis Edmond Georges Griotteray, architecte décorateur, le 19 août 1918 à la mairie du Paris 14e.
Personnalité extravagante du Tout-Paris, Renée Passeur a incarné des personnages excentriques au cinéma[réf. nécessaire].
Le 28 avril 1921 à Saint-Germain-en-Laye, elle épouse en 1re noces, le musicien Jacques Henri Albert Tangourdeau.
Après son divorce, alors qu'elle demeure 25 rue de Lille, elle épouse en seconde noces, à Paris 7e, le 4 septembre 1934 l'auteur et scénariste français Étienne Morin dit Steve Passeur (1899-1966) qui habite 297 rue de Vaugirard.
Elle meurt le 16 janvier 1975 47 boulevard de l'Hôpital, à l'hôpital de la Pitié-Salpêtrière et est inhumée au cimetière parisien de Bagneux.

## Théâtre
- 1951 : La Reine-mère ou les Valois terribles opéra bouffe de Pierre Devaux, musique Georges van Parys, mise en scène Michel de Ré, théâtre du Quartier latin
- 1952 : N'écoutez pas, mesdames ! de Sacha Guitry, mise en scène de l'auteur, théâtre des Variétés

## Filmographie
- 1927 : Dans l'ombre du harem de Léon Mathot et André Liabel
- 1927 : L'Occident de Henri Fescourt : la fiancée d'Arnaud
- 1929 : La Merveilleuse Journée de René Barberis : l'inconnue
- 1930 :  La nuit est à nous de Roger Lion
- 1930 : Roumanie, terre d'amour de Camille de Morlhon : Zanfira

- 1931 : Mon cœur et ses millions d'André Berthomieu : Marguerite (sous le nom de Modeste Arveyres)
- 1931 : Diablette de Lucien Jaquelux (court métrage)
- 1931 : Monsieur Cambriole de Maurice de Canonge (court métrage)
- 1932 : L'Affaire Blaireau de Henry Wulschleger : Mlle de Chaville
- 1933 : Les Surprises du sleeping de Karl Anton
- 1933 : Les Tutti-frutti de Jean Gourguet (court métrage)
- 1934 : Surprise Partie de Marc Didier (court métrage)
- 1934 : Six trente-cinq de Pierre de Rameroy (court métrage)
- 1939 : Face au destin de Henri Fescourt
- 1951 : Une histoire d'amour de Guy Lefranc : Léa
- 1953 : Le Guérisseur d'Yves Ciampi : la comtesse
- 1953 : Carnaval de Henri Verneuil : une tante
- 1954 : Les Intrigantes de Henri Decoin : Mme Marcange
- 1955 : Paris Canaille de Pierre Gaspard-Huit : la dame au gigolo
- 1955 : Chiens perdus sans collier de Jean Delannoy : la grand-mère de Francis
- 1955 : L'Impossible Monsieur Pipelet de André Hunebelle : Mme Richet
- 1956 : Les carottes sont cuites de Robert Vernay
- 1956 : Papa, maman, ma femme et moi de Jean-Paul Le Chanois : la visiteuse snob
- 1957 : La Garçonne de Jacqueline Audry : Mme Sorbier
- 1958 : Rafles sur la ville de Pierre Chenal : la joueuse
- 1958 : Le Miroir à deux faces de André Cayatte : Carine
- 1959 : Oh ! Qué mambo de John Berry : lady Gobert
- 1959 : Les liaisons dangereuses de Roger Vadim : une invitée des Valmont
- 1960 : Rue de la gaîté (émission télévisée) : elle-même
- 1961 : Le Capitaine Fracasse de Pierre Gaspard-Huit : dame Léonarde
- 1963 : Strip-tease de Jacques Poitrenaud : la femme riche
- 1964 : La Ronde de Roger Vadim : la voisine
- 1964 : Un monsieur de compagnie de Philippe de Broca : la patronne
- 1965 : La Métamorphose des cloportes de Pierre Granier-Deferre : une amie de Léone